# Swing (ungdomstidning)
Swing med underrubriken tidskrift för ungdom, modern musik, sport och dans var en tidning som Topsy Lindblom drev under två år och var ensam redaktör för. I tidningen skrevs om musik och artister, dans och även sportdans.. Tidningen kom ut från oktober 1944 till årsskiftet 1946/47.